# Arqueología subacuática de México
La arqueología subacuática es muy reciente, de hecho, tiene los mismos años a los transcurridos desde el inicio del Siglo XX.  Si bien es cierto que el buceo era conocido en la antigüedad, el objetivo de quienes lo practicaban estaba limitado a la pesca, la búsqueda de perlas y la localización de esponjas.  Posteriormente se convirtió en actividad deportiva, y solo por casualidad los pescadores y deportistas encontraban piezas históricas cuyo destino, las más de las veces, era muy incierto.  Fue con los esfuerzos solitarios realizados por el arqueólogo estadounidense Edward H. Thompson en el célebre Cenote Sagrado de Chichén-Itzá, que comenzó la investigación arqueológica subacuática calculada científicamente, proyectada y ejecutada en forma metódica.
En Las Cosas de Yucatán, libro que Diego de Landa publicó en el Siglo XVI, se recogen diversos testimonios que señalan al Cenote Sagrado como el lugar donde los mayas realizaban sus sacrificios humanos. Thompson, que había llegado a Yucatán hacia 1890 como cónsul de los Estados Unidos, adquirió la Hacienda de Chichén-Itzá (dentro de cuyo perímetro se encontraba el cenote) y se decidió a investigar lo dicho por los conquistadores españoles.  El cenote tiene un diámetro de 50 metros, la pared de piedra caliza cae 27 metros desde los árboles que bordean la orilla superior hasta la superficie del agua, y 13 metros debajo de esta se encuentra una capa de lodo de 10 metros de espesor. Carente de recursos técnicos e imposibilitado de conseguirlos, Thompson optó por elementales medios de trabajo:  noche tras noche, durante años, se sumergió para bucear en soledad el fondo del cenote.
A comienzos de 1900 encontró huesos humanos que fueron identificados como pertenecientes a una muchacha de 12 a 16 años de edad, lo cual confirmaba la tesis de que el lugar estuvo dedicado a la realización de sacrificios.  Ya en 1903 había podido instalar un sencillo equipo para dragado y poco después logró sacar muchísimos huesos humanos, objetos de jade, cobre, ébano, navajas de obsidiana, armas ornamentales y hasta fragmentos de tejidos antes desconocidos.
- Datos: Q5391157